# Sætherrindane
Sætherrindane är en kulle i Antarktis. Den ligger i Östantarktis. Norge gör anspråk på området. Toppen på Sætherrindane är 2 390 meter över havet, eller 442 meter över den omgivande terrängen. Bredden vid basen är 3,9 km.
Terrängen runt Sætherrindane är varierad. Trakten är obefolkad. Det finns inga samhällen i närheten. 